# Kelly McCarty
Kelly Deshawn McCarty, (Chicago, Illinois, 24 de agosto de 1975) es un exjugador de baloncesto estadounidense. Con 2.01 de estatura, su puesto natural en la cancha era el de alero.

## Trayectoria
- Universidad del Sur de Mississippi (1994-98)
- Denver Nuggets (1999)
- Maccabi Raanana (1999-01)
- Oklahoma Storm (2001)
- Maccabi Giv'at Shmuel (2001-03)
- Maccabi Rishon LeZion (2003-04)
- Hapoel Jerusalem (2004)
- BC Dinamo San Petersburgo (2004-06)
- Jimki (2006-10)
- UNICS Kazán (2010-2013)

## Palmarés
- ULEB Cup: 1

Hapoel Jerusalem: 2003-2004
- ULEB Eurocup: 1

UNICS Kazán: 2011